# Charles Debrille Poston

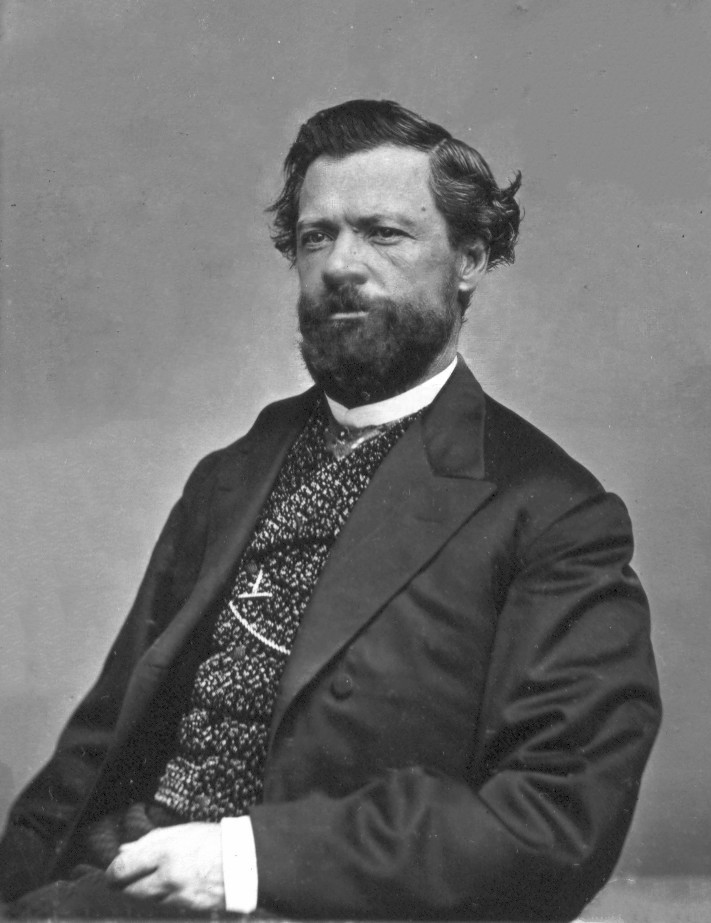
Charles Debrille Poston

Charles Debrille Poston (* 20. April 1825 in Elizabethtown, Hardin County, Kentucky; † 24. Juni 1902 in Phoenix, Arizona) war ein US-amerikanischer Politiker. Zwischen 1864 und 1865 vertrat er als Delegierter das Arizona-Territorium im US-Repräsentantenhaus.

## Frühe Jahre
Charles Poston wurde als Sohn eines Druckers geboren und machte in früher Jugend eine Lehre in diesem Handwerk. Gleichzeitig besuchte er die öffentlichen Schulen seiner Heimat. Als er zwölf Jahre alt war, starb sein Vater und Charles Poston begann eine Lehre beim örtlichen Landratsamt. Später arbeitete er als Angestellter des Obersten Gerichtshofs von Tennessee in Nashville. Während des Goldrauschs zog Poston 1850 nach Kalifornien. In San Francisco arbeitete er von 1850 bis 1853 als Angestellter der Zollbehörde. Im Jahr 1854 zog er in das heutige Arizona. Dort engagierte er sich im Silberbergbau. Damals machte er auch die Bekanntschaft von Samuel P. Heintzelman, der damals als Major der US-Armee in diesem Gebiet stationiert war. Heintzelman knüpfte für Poston einige wichtige Geschäftskontakte. Das Geschäft lief sehr gut. Als aber die Armee nach dem Beginn des Bürgerkriegs nach Osten abzog und die Angriffe der Apachen bedrohlicher wurden, verließ auch Poston die Gegend und ging nach Washington, wo er ziviler Mitarbeiter des inzwischen zum Brigadegeneral aufgestiegenen Heintzelman wurde.

## Politische Laufbahn
Heintzelman stellte Poston Präsident Abraham Lincoln vor. Dieser ernannte Poston 1863 zum Indianerbeauftragten. Gleichzeitig gehörte Poston zu den Befürwortern der Gründung des Arizona-Territoriums. Nach der Gründung dieses Territoriums wurde er als erster Delegierter in das US-Repräsentantenhaus gewählt. Dort übte er sein Mandat zwischen dem 5. Dezember 1864 und dem 3. März 1865 aus. Nachdem er nicht wiedergewählt worden war, studierte er Jura und arbeitete in Washington als Rechtsanwalt. Außerdem bereiste er Europa und Asien. Einige Jahre verbrachte er in London, wo er für eine englische Zeitung arbeitete und gleichzeitig Artikel für die New York Tribune als Auslandsberichterstatter verfasste. Nach seiner Rückkehr in die Vereinigten Staaten wurde Charles Poston von Präsident Rutherford B. Hayes im Jahr 1878 zum Leiter der Landvergabebehörde in Florence ernannt. Im Jahr 1890 arbeitete er dann als Consular Agent für die Bundesregierung in El Paso (Texas).
Charles Poston starb im Juni 1902 in Phoenix. Ursprünglich wurde er dort auch beigesetzt. Im Jahr 1926 wurden seine sterblichen Überreste nach Florence überführt und neu bestattet. Charles Poston war zweimal verheiratet und hatte eine Tochter, die seit 1851 gelähmt war und 1884 an Krebs verstarb. Poston war Sklavenhalter.